# Ted Drake
Edward Joseph "Ted" Drake, född 16 augusti 1912 i Southampton, död 30 maj 1995, var en engelsk fotbollsspelare och tränare.
Ted Drake började spela fotboll i Winchester City, innan han blev professionell i Southampton 1931. Drake var en ytterst målfarlig centerforward som gjorde hattrick i debuten för Southampton. Totalt gjorde han 48 mål på 72 ligamatcher för laget. I mars 1934 flyttade Drake till Arsenal för 6 500 pund, och gjorde mål i debuten mot Wolves. Han kom till Arsenal för sent för att få en medalj för ligasegern 1934. Istället fick han en följande säsong, då han gjorde 42 mål på 41 ligamatcher.
Drake var med om att vinna FA-cupen 1936 och ligan 1938, innan andra världskriget satte stopp för den fortsatta karriären. En skada tvingade honom att avsluta karriären 1945. Totalt gjorde han 139 mål på 184 matcher för Arsenal, vilket gör honom till en av tidernas mest effektiva målskyttar. Han gjorde även sex mål på fem landskamper för England, och var en av sju Arsenalspelare när England slog Italien med 3–2 på Highbury i november 1934.
Efter spelarkarriären var Drake tränare i Hendon 1946 samt Reading 1947 till 1952, innan han tog över Chelsea, där han förde klubben till dess enda ligaseger under 1900-talet. Han blev den förste att vinna engelska ligan både som spelare och som tränare. Efter att ha lämnat Chelsea 1962, blev han reservlagstränare i Fulham.